# Зюсс, Биргит
Би́ргит Зюсс (нем. Birgit Süß, род. 29 июня 1962, Галле, Саксония-Анхальт, ГДР) — восточногерманская спортивная гимнастка.
Бронзовая медалистка Олимпийских игр 1980 года в Москве в командных соревнованиях (в составе команды ГДР). По личной сумме стала 17-й и в финал в многоборье (а также ни в одном из отдельных видов) не вышла.
Кроме того, два раза, в 1978 году в Страсбурге и в 1981 году в Москве, завоевывала с командой бронзу чемпионатов мира.